# 服部英次郎
服部 英次郎（はっとり えいじろう、1905年1月14日 - 1986年7月31日）は、日本の哲学研究者。関西大学名誉教授。

## 来歴
和歌山県生まれ。京都帝国大学文学部哲学科卒。神戸大学教授、名古屋大学教授、奈良女子大学教授、関西大学教授、1975年定年、名誉教授。
古代哲学末期のアウグスティヌスから中世哲学のトマス・アクィナス、ルネサンス期のベーコンなどの思想家を研究、アウグスティヌス『告白』『神の国』など多くの原典訳がある。

## 著書
- 『西洋古代中世哲学史』ミネルヴァ書房(人文科学選書)  1976
- 『哲学研究大系 2 中世哲学』河出書房新社 1977
- 『アウグスティヌス 思想学説全書』勁草書房 1980

### 翻訳
- 『アウグスティヌス省察と箴言』ハルナック編 岩波文庫 1937
- 聖アウグスティヌス『告白』岩波文庫（上下） 1940-49、改版1976
- 『アウグスチヌス　大思想家』訳編 創元社 1942
- カール・アダム『聖アウグスティヌスの精神的発展』創元社 1942
- 『聖アウグステイヌス著作集　信仰・希望・愛 エンキリディオン』増進堂  1944
- エティエンヌ・ジルソン『中世哲学の精神』三省堂 1944 上巻のみ
- ヴィルヘルム・ヴィンデルバント『西洋哲学史要 第1巻』創元社 1952
- アンリ・ルフェーヴル『デカルト』青木靖三共訳 岩波書店・岩波現代叢書 1953
- シェリング『ブルーノ』井上庄七共訳 岩波文庫 1955
- ジョン・L.チャイルズ『教育と道徳 実験主義教育哲学』三鼓慶蔵共訳 理想社 1958
- フランシス・ベーコン『大革新』世界大思想全集 河出書房新社 1963
- トマス・アクィナス『神学大全』世界大思想全集 河出書房新社 1965
- フランシス・ベーコン『学問の進歩 ノヴム・オルガヌム』多田英次共訳 世界の大思想 河出書房新社 1966
  - 『学問の進歩』多田英次共訳 岩波文庫 1974
- クリストファー・ドーソンほか『アウグスティヌス その時代と思想』筑摩書房・筑摩叢書 1969 復刊1985
- エティエンヌ・ジルソン『中世哲学の精神』筑摩叢書（上下） 1974-75、復刊1985
- エティエンヌ・ジルソン/フィロテウス・ベーナー『アウグスティヌスとトマス・マクィナス』

藤本雄三共訳 みすず書房 1981 復刊2017ほか
- アウグスティヌス『神の国 1・2・3』 岩波文庫 1982-83
- アウグスティヌス『神の国 4・5』藤本雄三共訳 岩波文庫 1986-91 - 没後刊

### 共編
- 『思想の歴史 第3 キリスト教会とイスラム』 平凡社 1965
- 『岩波講座 哲学 第16 哲学の歴史Ⅰ』藤沢令夫共編 岩波書店 1968
- 『アウグスティヌス告白』藤本雄三共著 1980 有斐閣新書

## 参考記事
- 服部英次郎先生略歴・業績表 (服部英次郎先生古稀記念特集) 「関西大学哲学」1975-5